# Anauxesida camerunica
Anauxesida camerunica är en skalbaggsart som beskrevs av Stefan von Breuning 1978. Anauxesida camerunica ingår i släktet Anauxesida och familjen långhorningar. Inga underarter finns listade i Catalogue of Life.